# Deutsche Lepra- und Tuberkulosehilfe
La DAHW Deutsche Lepra- und Tuberkulosehilfe e.V. est une association caritative allemande. Sa principale mission est la lutte contre la lèpre et la tuberculose. 

## Histoire
La Deutsche Lepra- und Tuberkulosehilfe est fondée en 1957 sous le nom de "Deutsches Aussätzigen-Hilfswerk". En 2003, elle change de nom pour mettre aussi en avant la lutte contre la tuberculose ; elle garde cependant l'acronyme DAHW.

## Missions

Timbre commémoratif pour les 25 ans de l'association (DBP 1982 1146 Deutsches Aussätzigen Hilfswerk)

Le principal but de l'association est l'aide aux malades de la lèpre et de la tuberculose en Afrique, en Asie et en Amérique du Sud. Ces deux maladies sont causées par des mycobactéries qui infectent principalement les personnes dont le système immunitaire est affaibli par une mauvaise alimentation ou les circonstances d'hygiène déplorables. Elles sont traitées avec une combinaison de différents antibiotiques pendant six à douze mois. En plus de la tuberculose et la lèpre, la DAHW soigne aussi l'ulcère de Buruli, la maladie de Chagas ou la leishmaniose.
Elle agit en tant qu'organisation non gouvernementale internationale. La DAHW soutient 241 projets dans 28 pays en Afrique, en Asie, en Amérique latine et en Europe. En 2021 au Sénégal, la DAHW dépense un milliard de francs CFA.
En outre, il y a 15 projets transnationaux, tels que l'éducation et la formation pour lutter contre la lèpre ou des projets de recherche.
L'association bénéficie du label de qualité l'Institut central allemand pour les questions sociales.